# Уджамаа

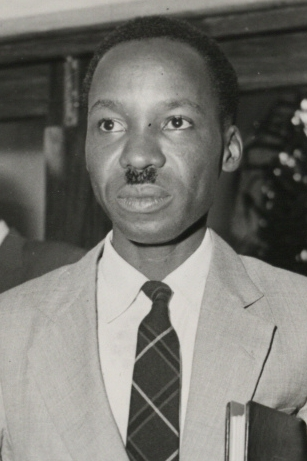
Джуліус Ньєрере

Уджамаа (Ujamaa) — концепція африканського соціалізму, яка була основою для політики соціального та економічного розвитку президента Джуліуса Н'єрере в Танзанії після здобуття незалежності у 1961 році.

## Етимологія
Ujamaa — це слово з мови суахілі, національної мови Танзанії, і його можна перекласти як «братство», «велика родина» або, в політичному значенні, «соціалізм». Воно походить від jamaa («сім'я»), яке, у свою чергу, походить від арабського جماعة (jama'a, «група [людей]»), з префіксом u-, який в українській мові еквівалентний суфіксу -ство.

## Історія
У 1967 році президент Ньєрере опублікував свій план розвитку під назвою «Арушська декларація», в якому Ньєрере окреслив потребу в африканській моделі розвитку і яка лягла в основу африканського соціалізму. Як політична концепція, уджамаа стверджує, що людина «є особистістю» через людей або спільноту. «Дух» спільноти, який об'єднує сім'ї, сприяє єдності, любові та служінню.
Ньєрере використав концепцію уджамаа як основу для проєкту національного розвитку. Він перетворив уджамаа на модель політико-економічного менеджменту кількома засобами:
- Створення однопартійної системи під керівництвом Африканського національного союзу Танганьїки (Tanganyika African National Union, TANU), посилаючись на необхідність зміцнення єдності нової незалежної Танзанії.
- Інституціоналізація соціальної, економічної та політичної рівності через створення централізованої демократії; скасування дискримінації за ознакою соціального статусу; націоналізація ключових секторів економіки.[2]
- Руралізація виробництва, яка по суті колективізувала всі форми місцевого виробництва.
- Сприяння самозабезпеченню Танзанії через два виміри: трансформація економічних і культурних відносин. Економічно кожен працював би і на групу, і на себе. У культурному плані танзанійці повинні навчитися звільнятися від залежності від європейських держав. Для Ньєрере це включало те, що танзанійці навчилися робити щось самостійно та навчилися бути задоволеними тим, що вони могли досягти як незалежна держава.
- Запровадження безкоштовної та обов'язкової освіти для всіх танзанійців, щоб привернути їхню увагу до принципів уджамаа.
- Створення танзанійської, а не племінної ідентичності за допомогою таких засобів, як використання суахілі.

Лідерство Джуліуса Н'єрере в Танзанії привернуло міжнародну увагу та викликало повагу в усьому світі завдяки його постійному наголошенню на етичних принципах як основі практичної політики. Танзанія під Ньєрере досягла великих успіхів у життєво важливих сферах соціального розвитку: дитяча смертність впала з 138 на 1000 народжених у 1965 році до 110 у 1985 році; очікувана тривалість життя при народженні зросла з 37 років у 1960 році до 52 років у 1984 році; охоплення початковою освітою зросло з 25 % вікової групи (лише 16 % жінок) у 1960 р. до 72 % (85 % жінок) у 1985 р. (незважаючи на швидке зростання населення); рівень грамотності дорослого населення зріс з 17 % у 1960 році до 63 % у 1975 році (набагато вище, ніж в інших африканських країнах) і продовжував зростати. Однак уджамаа (як і багато інших проєктів колективізації) скоротив виробництво, що викликало серйозні сумніви щодо здатності проєкту забезпечити економічне зростання.
Ньєрере використовував колоніальний Закон про превентивне затримання, щоб придушити опозицію.
У 1967 році націоналізація перетворила уряд на найбільшого роботодавця країни. Купівельна спроможність знизилася. На думку дослідників Світового банку, високі податки та бюрократія створили середовище, де бізнесмени вдавалися до ухилення від сплати податків, хабарництва та корупції. У 1973 році під час операції «Віджі» було проведено примусову сільську політику для сприяння колективному господарству.
Кілька факторів сприяли падінню моделі розвитку, заснованої на Уджамаа. Ці фактори включали дві нафтові кризи 1970-х років, падіння цін на експортні товари (зокрема каву та сизаль), відсутність прямих іноземних інвестицій, дві послідовні посухи та початок війни з Угандою в 1978 році. До 1985 року стало ясно, що уджамаа не змогла вивести Танзанію з її поганого економічного стану; Ньєрере оголосив, що добровільно піде у відставку після президентських виборів того ж року.